# Oddi
Pour les articles homonymes, voir Oddi (homonymie).
Oddi est une localité islandaise située au sud de l'île dans la municipalité de Rangárþing ytra, dans la région de Suðurland.

## Toponymie
Oddur signifie pointe (de lance). Une légende veut que des gens ont vu tomber des lances du ciel et qu'on le leur a signifié afin d'établir une église là où les pointes de lances devaient se planter.

## Histoire
La cour paroissiale démontre une histoire importante en tant que centre culturel dans le sud de l'Islande. Cela concerne surtout le Moyen Âge. Depuis la christianisation de l'île en l'an 1000, une église avec une riche cour paroissiale s'y tient.
La localité est le siège principal d'un des clans les plus puissants d'Islande dans le haut Moyen Âge, les Oddaverjar.
Son représentant le plus connu est Sæmundur Sigfússon, dit Fróði (le savant) (1056-1133). C'est un prêtre extrêmement cultivé qui a étudié à Paris. On a écrit qu'il a pris part à l'établissement de la plus ancienne Edda ainsi qu'à l'histoire des rois norvégiens. Beaucoup de légendes et contes populaires tournent autour de lui et de ses ruses, avec lesquelles il a dû mettre à différentes reprises le diable en échec.
Son petit-fils Jón Loftsson (1124-1197) est également connu. Il est célèbre pour son influence politique aussi bien que pour son érudition et son caractère pacifique. Il a instruit Snorri Sturluson.
Au Moyen Âge, Oddi est considéré comme un centre de formation et d'instruction. Six des prêtres de ce lieu deviennent plus tard évêques d'Islande. Le poète Matthias Jochumsson est également prêtre d'Oddi.

## Patrimoine naturel et architectural
L'actuelle église en bois date de 1924 et compte cent places. Certains trésors de l'église sont toujours en place, dont le plus important est une coupe datée de l'an 1300. La table de l'autel de 1895 représente Jésus dans le jardin de Gethsémani.